# Max Gerson
Max Gerson (18 octobre 1881 - 8 mars 1959) était un médecin américain d'origine allemande qui a développé la thérapie de Gerson, un régime alimentaire comme traitement alternatifs contre le cancer, qui prétend pouvoir guérir le cancer et la plupart des maladies chroniques dégénératives mais s'avère dangereuse.
Gerson a décrit son approche dans le livre A Cancer Therapy: Results of 50 Cases. The National Cancer Institute a évalué ces allégations pour conclure que ce traitement n'apportait pas de bénéfices.
Après la mort de Gerson, sa fille Charlotte Gerson a continué de promouvoir la thérapie via la fondation "Gerson Institute" en 1977.

## En Europe
Gerson est né à Wongrowitz, aujourd'hui en Pologne, le 18 octobre 1881. En 1909, il est diplômé de la Albert-Ludwigs-Universität Freiburg. Il a commencé à pratiquer la médecine à l'âge de 28 ans à Breslau (Wroclaw, maintenant en Pologne), et s'est spécialisé plus tard dans les maladies nerveuses à Bielefeld.
En 1927, il se spécialise dans le traitement de la tuberculose, en développant un régime végétarien sans sel dit  Gerson-Sauerbruch-Hermannsdorfer. Initialement, il utilisait sa thérapie comme traitement pour la migraine, les maux de tête et la tuberculose. Il a, parmi ses patients, Hélène Schweitzer, entre 1930 et 1933. En 1928, il commence à l'utiliser comme un traitement contre le cancer.
Il quitte l'Allemagne en 1933 pour émigrer d'abord à Vienne, où il travaille au Sanatorium Ouest. Gerson passe deux ans à Vienne, puis en 1935, il part en France en associé d'une clinique près de Paris, avant de déménager à Londres en 1936. Peu après, il déménage aux États-Unis où il se fixe à New York.

## Aux États-Unis
Gerson a émigré aux États-Unis en 1936, où il passe l'examen de conseil médical et devient un citoyen américain en 1942.
Aux États-Unis, Gerson a appliqué sa thérapie alimentaire à plusieurs patients atteints de cancer, en faisant valoir de bons résultats, mais d'autres travailleurs ont trouvé sa méthodologie et ses revendications peu convaincantes. Les partisans de la thérapie de Gerson croient à une conspiration dirigée par l'établissement médical afin d'empêcher Gerson de publier la preuve des bienfaits de sa thérapie.
En 1953, l'assurance contre la faute professionnelle de Gerson a été interrompue.
En 1958, il a publié le livre A Cancer Therapy: Results of 50 Cases dans lequel il écrit avoir guéri 50 patients en phase terminale du cancer. Sa licence médicale à New York est suspendue pour deux ans,.
Gerson est décédé le 8 mars 1959 d'une pneumonie,.

## La thérapie Gerson
Initialement, il utilisait sa thérapie comme traitement pour la migraine, les maux de tête et la tuberculose. En 1928, il commence à l'utiliser comme un traitement contre le cancer.
La thérapie est basée sur la conviction que la maladie est causée par l'accumulation de toxines non spécifiées. Afin de traiter la maladie, les patients suivent principalement un régime végétarien. Les protéines animales sont exclues de l'alimentation en partant du principe que les tumeurs se développent en raison d'une carence d'enzymes pancréatiques, et d'un niveau bas d'enzymes oxydantes du foie.
La thérapie insiste sur l'utilisation de légumes et fruits frais, sans pesticides et crus, afin de réduire la leucocytose digestive.
Le régime alimentaire sans sel est complété par des compléments alimentaires biologiques de vitamines et de minéraux. À cela s'ajoute, en fonction du type de cancer, le sel de potassium à dose limitée, de l'iode, et des probiotiques pour renforcer la flore intestinale. L'huile de lin est censée préserver la reprise du cancer sans priver le corps d'acides gras et d'oméga 3.
Des analyses de sang sont préconisées afin de ne pas exposer le patient à une intoxication ou une carence.
Les patients doivent effectuer des lavements quotidiens au café pour, d'après Gerson, éviter une encéphalopathie hépatique en ouvrant les canaux biliaires afin d'accélérer l'évacuation des toxines et réduire les douleurs. De plus, les patients reçoivent parfois du peroxyde d'hydrogène et de l'ozone.
Le protocole original comprenait également du foie de veau cru pris par voie orale, mais cette pratique a été abandonnée dans les années 1980 après que dix patients aient été hospitalisés, dont cinq pour comatose, à San Diego, en Californie, en raison de l'infection par les bactéries rares Campylobacter fetus. Deux années auparavant, des patients avaient été atteints de septicémie avec ce microbe, un agent pathogène chez les bovins, d'après Centers for Disease Control and Prevention. Neuf des dix patients hospitalisés avaient été traités à Tijuana, au Mexique ; le dixième avait suivi la thérapie de Gerson chez lui. L'un de ces patients avec un mélanome métastatique est mort dans la semaine de son épisode septique. La plupart des patients avaient des niveaux faibles en sodium, liés à la thérapie Gerson.

### Controverse
La thérapie de Gerson n'a pas été testée de manière indépendante ou soumise à des contrôles, elle est donc illégale aux États-Unis. Gerson a publié un livre décrivant le succès de la thérapie chez 50 patients, mais un examen par l'Institut national du cancer des États-Unis a déclaré avoir été incapable de trouver la moindre preuve que les allégations de Gerson étaient exactes. L'Institut n'a pas constaté d'études in vivo réalisées sur les animaux. La série de cas traitée par le personnel de l'Institut Gerson publiée dans la littérature médicale alternative a souffert de lacunes méthodologiques, et aucune entité indépendante n'a été en mesure de reproduire les faits.
Les tentatives visant à vérifier de façon indépendante les résultats de la thérapie ont été négatifs. Un groupe de 13 patients ayant suivi la thérapie de Gerson ont été évalués dans les hôpitaux de San Diego au début des années 1980 ; tous avaient encore un cancer actif. Une enquête menée par Quackwatch a conclu que les allégations de l'institut de guérison étaient fondées non pas sur la documentation réelle de la survie, mais sur "une combinaison de l'estimation du médecin sur la chance de survie du patient au départ, et les sentiments que le personnel de l'Institut avait sur le statut des personnes qui appellent."
En 1994, un article du Journal of Naturopathic Medicine a tenté de suivre 39 patients à Tijuana. Beaucoup de patients ignoraient le stade de leur cancer. Beaucoup de patients n'ont pu être suivis régulièrement. Pour les autres, dix patients sont morts et six étaient vivants au dernier suivi. L'étude a souligné la difficulté du suivi, et de l'accès aux dossiers médicaux.
La American Cancer Society a reporté l'absence d'évidence scientifique de l'efficacité de la thérapie contre le cancer.
En 1947, l'Institut national du cancer a examiné 10 cures présentées par Gerson; Cependant, tous les patients avaient reçu un traitement anticancéreux classique, ce qui rend impossible de déterminer quel effet, le cas échéant, est dû à la thérapie de Gerson.
Un examen de la thérapie de Gerson par Memorial Sloan-Kettering Cancer Center a conclu ainsi : « Si les promoteurs de ces thérapies souhaitent être évalués scientifiquement et les considérer comme des traitements adjuvants valides, ils doivent fournir des dossiers complets avec des actes contrôlés, des études prospectives comme preuve, en plus des chiffres de survie".
En 1959, le NCI a de nouveau examiné les cas de patients traités par Gerson. Le NCI a constaté que l'information disponible n'a pas prouvé d'avantage à la thérapie. Le Cancer Research UK précise que "les preuves scientifiques disponibles ne répondent pas à toutes les revendications de la thérapie Gerson.[...] La thérapie Gerson peut être très dangereuse pour votre santé."

### Précautions sanitaires
La thérapie Gerson peut conduire à plusieurs problèmes de santé importants [réf. souhaitée], tels que de graves déséquilibres électrolytiques. L'utilisation continue de lavements peut affaiblir la fonction normale du côlon, causant constipation et colite, et dans certains cas, la septicémie [réf. souhaitée]. Les lavements au café ont contribué à la mort d'au moins trois personnes aux États-Unis [réf. souhaitée]. Kefford est particulièrement préoccupé par les patients cancéreux désireux de suivre le programme de régime alimentaire américain Gerson tant vanté, qui implique l'utilisation de lavements de café moulu, ce qui peut provoquer une colite (inflammation de l'intestin), les déséquilibres de fluide et d'électrolyte, et dans certains cas une septicémie[réf. souhaitée].
D'autres complications incluent la déshydratation, les infections graves et des hémorragies graves[réf. souhaitée]. La thérapie peut être particulièrement dangereuse pour les femmes enceintes ou qui allaitent[réf. souhaitée]. Le régime recommandé peut ne pas être nutritionnellement adéquat.
Se fonder sur la thérapie seule en évitant ou en retardant les soins médicaux conventionnels pour le cancer a des conséquences graves sur la santé. Jessica Ainscough, mieux connue sous le nom "The Wellness Warrior", était une partisane majeure de la diète Gerson après son diagnostic du cancer. Elle a rejeté un traitement médical et a suivi le régime alimentaire strictement, et a documenté ses progrès dans un blog en ligne populaire. Elle est morte du cancer en février 2015, âgée de 30 ans.